# Greene megye (Észak-Karolina)
Greene megye az Amerikai Egyesült Államokban, azon belül Észak-Karolina államban található. Megyeszékhelye és legnagyobb városa Snow Hill. Lakosainak száma 20 451 fő (2020. április 1.). Greene megye Pitt, Lenoir, Wayne és Wilson megyékkel határos.

## Népesség
A megye népességének változása:
| Lakosok száma | 21 383 | 21 675 | 21 369 | 21 232 | 21 134 | 20 451 |
|               | 2010   | 2011   | 2012   | 2013   | 2015   | 2020   |